# Lars Nilsson (målare)
Lars Nilsson, född 30 juli 1826 i Hököpinge socken, Malmöhus län, död 22 juni 1894 i Karlshamns församling, Blekinge län, var en svensk målare, tecknare, träsnidare och ritlärare.
Han var son till hemmansägaren Nils Nilsson och Kerstin Trulsdotter samt från 1878 gift med Helena Charlotta Åberg. Han studerade konst vid Konstakademiens antikskola i Stockholm 1850–1851 och vid Kunstakademiets Gips-skole i Köpenhamn 1853. Därefter vistades han i Düsseldorf där han var elev till Otto Mengelberg vid Düsseldorfs konstakademi 1855–1859. Vid återkomsten till Sverige anställdes han som teckningslärare vid elementarläroverket i Karlshamn. I Düsseldorf ingick han i vänkretsen runt Marcus Larson och inspirerades av denne att arbeta med landskapsmåleri. Dessutom utförde han ett flertal porträtt av företrädesvis Karlshamnsbor i svartkrita. Han försökte sig även på att måla några mariner. Från hans studietid i Düsseldorf finns några skissböcker bevarade som har några kulturhistoriskt intressanta genrescener och porträtt, bland annat av skalden Henrik Wergeland. Till hans offentliga arbeten hör några dekorativa målningar i några kyrkor i södra Skåne och dessutom utförde han några väggmålningar med historiska motiv i Västra Klagstorp i Skåne.